# Henri Prat
Pour les articles homonymes, voir Prat.
Pour le biologiste, voir Henri Prat.
Henri Prat, né le 3 septembre 1923 à Mirepeix (Basses-Pyrénées) et mort à Pau le 26 décembre 1995, est un homme politique français.

## Biographie
Henri Prat est un responsable socialiste béarnais des années 1970 et 1980 : conseiller général (1967-1992), maire de sa commune natale, Mirepeix, de 1977 à sa mort, député de 1981 à 1988, date à laquelle il fut battu par le centriste François Bayrou.

## Détail des fonctions et des mandats
Mandats parlementaires
- 21 juin 1981 - 1er avril 1986 : député de la 2e circonscription des Pyrénées-Atlantiques
- 16 mars 1986 - 14 mai 1988 : député des Pyrénées-Atlantiques